# Kanada na Zimowych Igrzyskach Paraolimpijskich 2006
Reprezentacja Kanady na Zimowych Igrzyskach Paraolimpijskich 2006 liczyła 35 sportowców.

## Medale

### Złote medale
Narciarstwo klasyczne (biathlon i biegi narciarskie)
12 marca: Brian McKeever, 5 km biegi narciarskie, mężczyzn niewidomych
15 marca: Brian McKeever, 10 km biegi narciarskie, mężczyzn niewidomych
Narciarstwo alpejskie
16 marca: Lauren Woolstencroft, slalom gigant kobiet stojąc
Curling
18 marca: Chris Daw, Gerry Austgarden, Gary Cormack, Sonje Gaudet, Karen Blachford
Hokej na lodzie na siedząco
18 marca: Bradley Bowden, Benoit St. Amand, Raymond Grassi, Todd Nicholson, Billy Bridges, Jean Labonte, Greg Westlake, Shawn Matheson, Dany Verner, Marc Dorion, Herve Lord, Paul Rosen, Mark Noot, Graeme Murray, Jeremy Booker

### Srebrne medale
Narciarstwo alpejskie
12 marca: Chris Williamson, zjazd mężczyzn niewidomych
13 marca: Lauren Woolstencroft, supergigant kobiet stojąc
Biegi narciarskie
19 marca: Brian McKeever, 20 km mężczyzn niewidomych

### Brązowe medale
Biathlon
14 marca: Brian McKeever, 7,5 km mężczyzn niewidomych
Narciarstwo alpejskie
14 marca: Kimberly Joines, supergigant kobiet siedząc
14 marca: Christ Williamson, supergigant mężczyzn niewidomych
Biegi narciarskie
15 marca: Colette Bourgonje, 5 km kobiet siedząc
18 marca: Colette Bourgonje, 10 km kobiet siedząc